# Eleusinion

Eleusinion (en griego antiguo: Ἐλευσίνιον, en latín: Eleusinium) fue un antiguo templo griego dedicado a Deméter y santuario asociado en Atenas, Grecia. Estaba situado en el lado sureste del Ágora, en el lado oriental de la Vía Panatenaica y en la ladera norte de la Acrópolis. El templo se utilizaba especialmente durante los Misterios de Eleusis anuales, relacionados con Deméter, diosa de la agricultura.

## Historia
El templo se construyó en torno a los años 490-480 a. C. y sustituyó a un santuario amurallado al aire libre construido alrededor del año 550 a. C.
En dicho templo, las procesiones que iban desde Eleusis hasta Atenas depositaban las reliquias sagradas, para después partir con ellas de nuevo en procesión hacia los misterios menores. 
El templo era la contrapartida del de Deméter y Perséfone o Telesterion, el principal templo de Perséfone en Eleusis . Albergaba los objetos sagrados de los misterios de Eleusis cuando estaban en Atenas. Los objetos se transportaban anualmente de Eleusis a Atenas la víspera del comienzo de la festividad, y permanecían en Atenas durante los cinco primeros días de la festividad. Después se llevaban de vuelta a Eleusis en la gran procesión de los Misterios a lo largo de la Vía sagrada.Jugó también un papel muy importante en las Panateneas.
Además de los objetos sagrados de Eleusis, el edificio podía albergar otros objetos necesarios para la procesión entre festividades. Tras los Misterios, la bulé o consejo de Atenas se reunía en el Eleusinion para constatar cómo habían transcurrido los Misterios. Esto incluía comprobar si alguien se había comportado de forma irrespetuosa con el encargado de la compras de los misterios..  Probablemente, el edificio también se utilizaba para el festival femenino de las Tesmoforias en honor a Deméter y Perséfone.
La Escuela Americana de Estudios Clásicos de Atenas, excavó el yacimiento del santuario, sobre todo en la década de 1930 y entre 1959 y 1960. Solo se ha excavado una parte de la gran superficie, ya que la parte oriental del yacimiento está oculta bajo las casas del barrio de Plaka. De los edificios del templo se conservan sobre todo los cimientos.

## Descripción
El templo medía aproximadamente 11 x 17,7 m. Su entrada estaba en el extremo sur y el ádyton, el más sagrado, donde se guardaban los objetos sagrados de los misterios, en el extremo norte. Anexo al templo había una zona rectangular más amplia, en cuyo centro se encontraba el templo. Según Pausanias, el área del santuario también contenía, entre otras cosas, el templo de Triptólemo. El recinto del santuario tenía 0,9 m de grosor y en su punto más alto 6 m de altura, y según Tucídides era uno de los pocos lugares de la ciudad que podían cerrarse con seguridad. Hacia el año 325 a. C., la entrada al santuario se sustituyó por un propileos más elaborado. A mediados de la década de los años 100, el santuario se amplió hacia el sur, incluyendo una puerta con forma de  pórtico. En el lado oriental del templo había un pedestal de unos 15 x 2 m sobre el que se encontraban las llamadas estelas áticas, pilares de piedra erigidos para funerales o en memoria de los  hermocópidas, en los que se adjuntaba una lista de los bienes de los autores de este delito.